# Svend Gjørling
Sven(d) Erik Gjørling  (11. januar 1902 i Aarhus- 1981) var en dansk pressefotograf og atlet (spydkaster) medlem af Københavns IF.
Gjørling vandt tre danske mesterskaber og satte tre danske rekorder i spydkast. Han var den første dansker som kom over 100 meter (101,81) i den nu afskaffe konkurrenceform med kast med både højre og venstre hånd. Hans bedste resultat blev 59.96 fra 1929 og 1,70 i højdespring fra 1924. Han var to gange på landsholdet.
Gjørling var pressefotograf på Berlingske Tidende.

## Danske mesterskaber
- Bronze 1931 Spydkast 56,67
- Bronze 1930 Spydkast 56,46
- Sølv 1929 Spydkast 57,02
- Guld 1928 Spydkast h+v 101,02
- Guld 1928 Spydkast 56,60
- Sølv 1927 Spydkast 55,49
- Guld 1926 Spydkast 59,22